# Euptelea polyandra
Euptelea polyandra är en tvåhjärtbladig växtart som beskrevs av Philipp Franz von Siebold och Zucc.. Euptelea polyandra ingår i släktet Euptelea och familjen Eupteleaceae. Inga underarter finns listade i Catalogue of Life.

## Bildgalleri

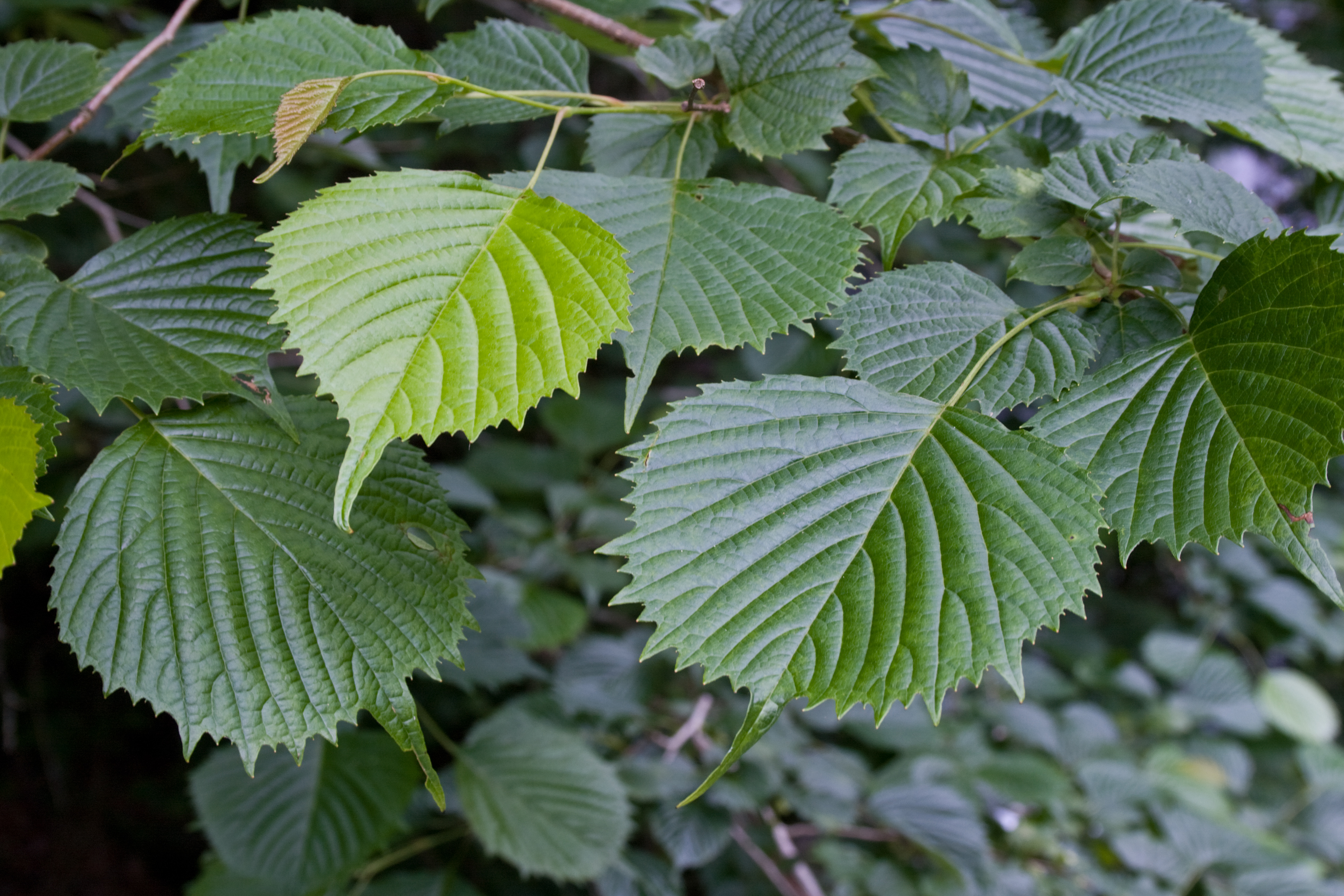
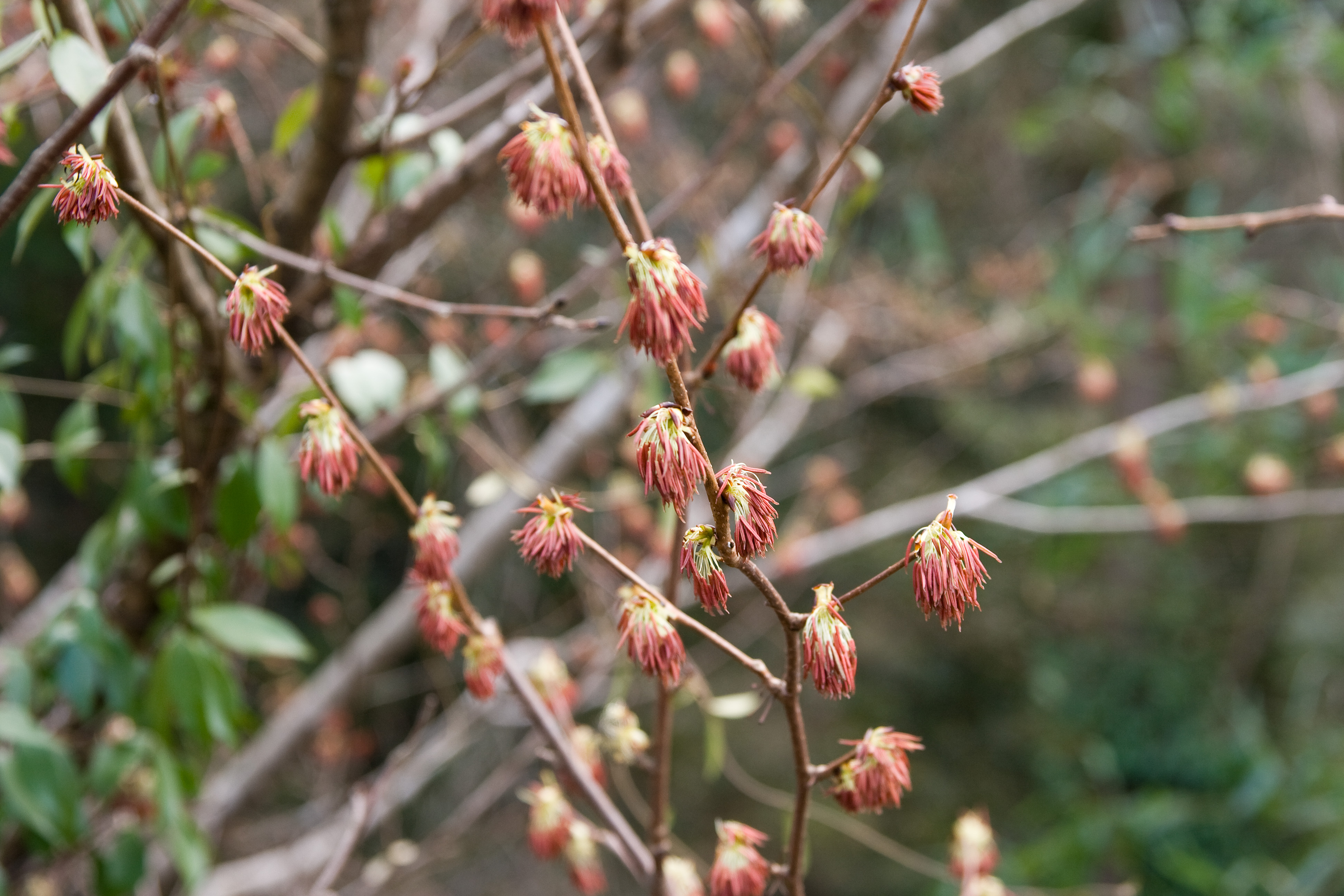
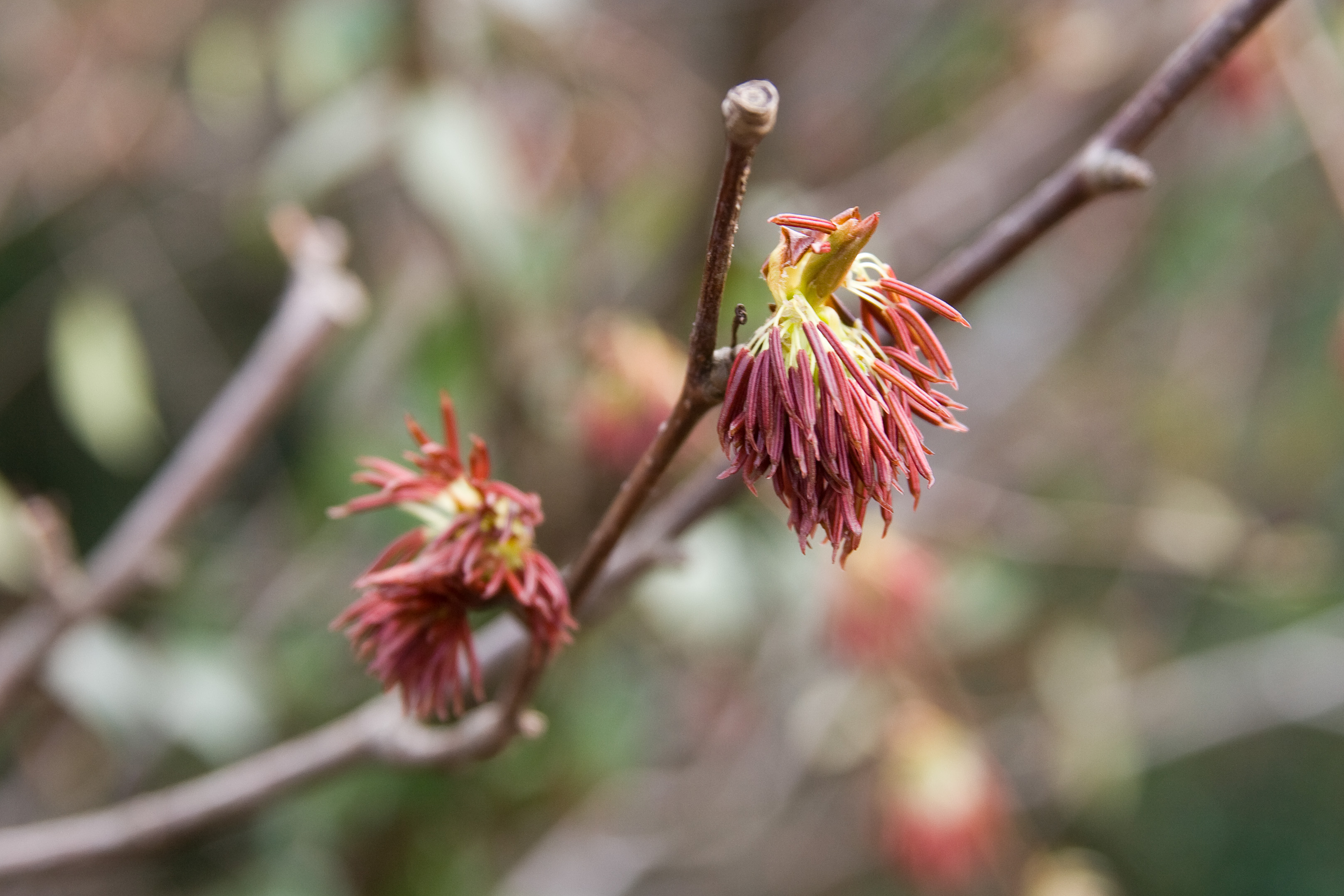
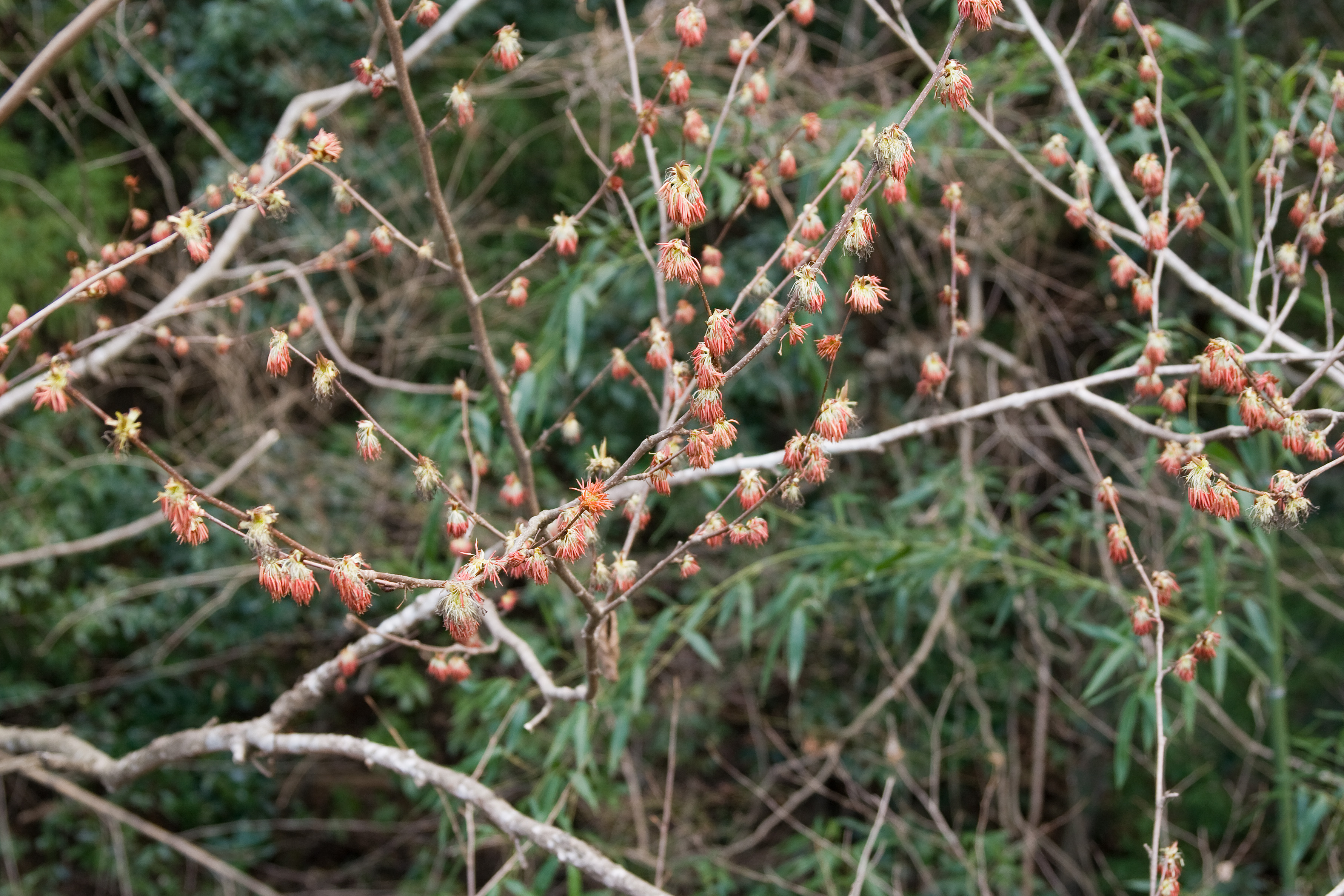
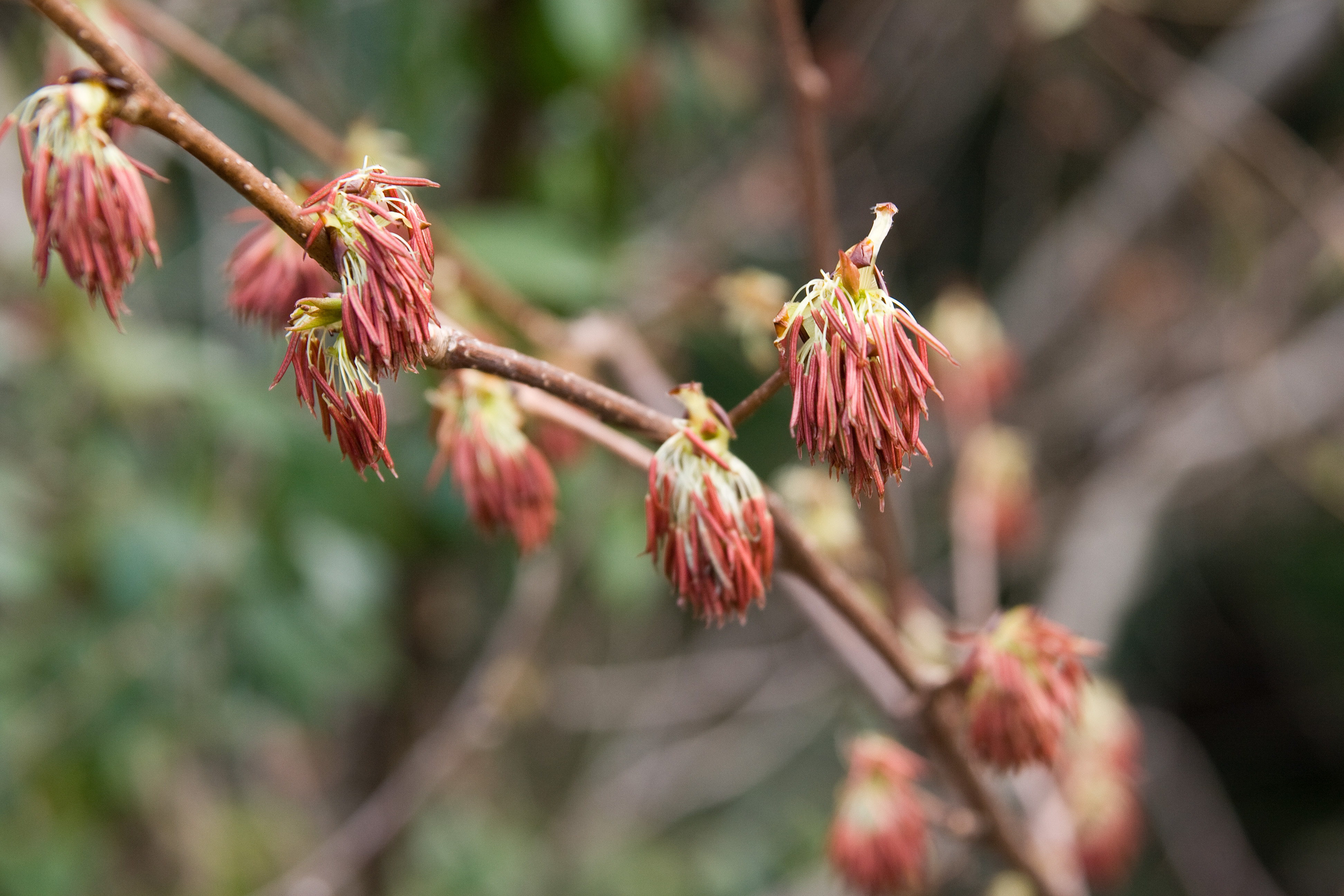
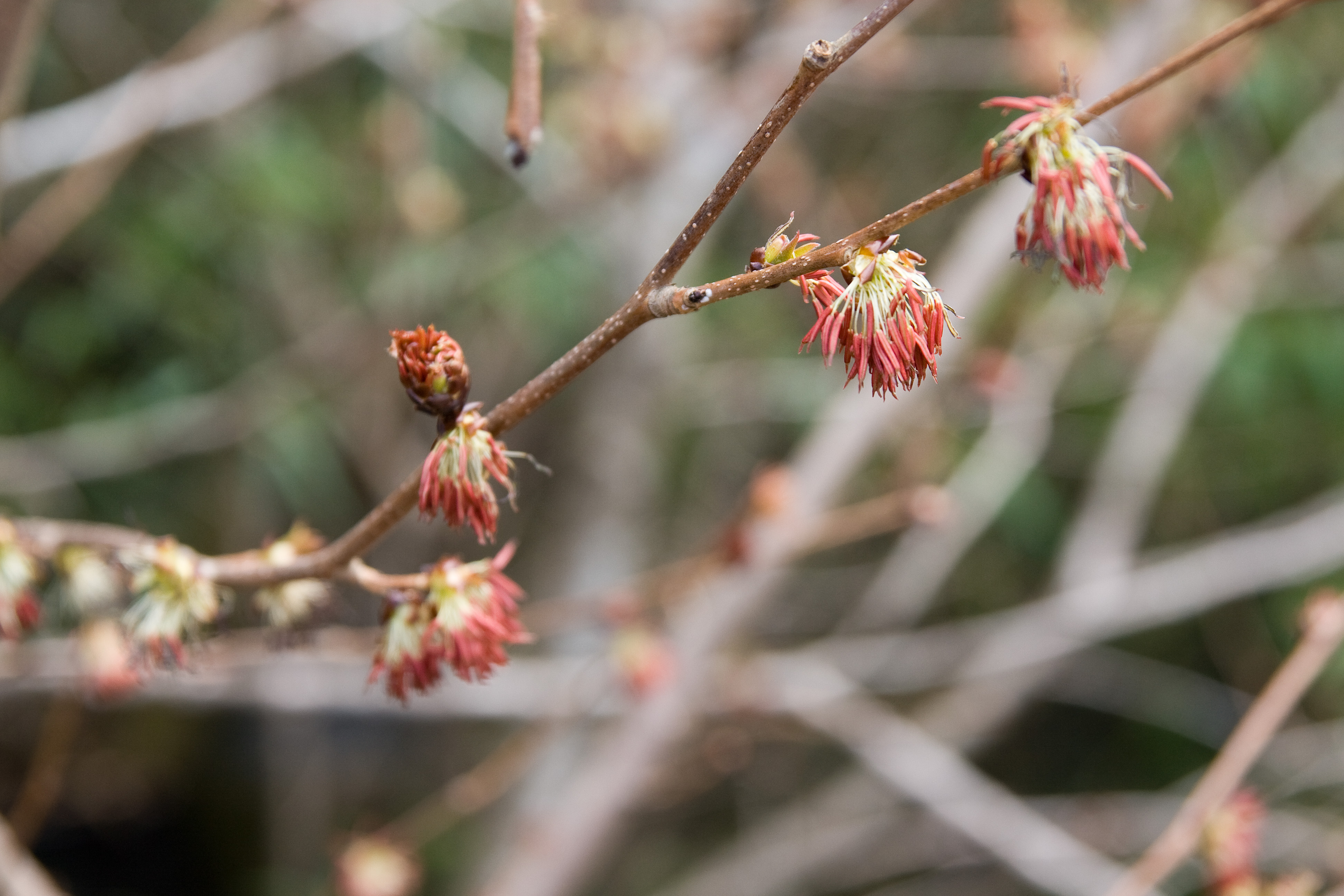